# Discografia de Scandal
A discografia de Scandal consiste em sete álbuns de estúdio, três compilações, cinco álbuns ao vivo, e dois EPs.

## Álbuns

### Álbuns de estúdio
| Ano                                                               | Título                                                                                                  | Posições nas paradas musicais | Posições nas paradas musicais | Vendas físicas |
| Ano                                                               | Título                                                                                                  | Japão                         | Japão                         | Vendas físicas |
| Ano                                                               | Título                                                                                                  | Oricon Album Chart            | Billboard Japan Top Albums    | Vendas físicas |
| ----------------------------------------------------------------- | --- | ----------------------------- | ----------------------------- | -------------- |
| 2009                                                              | Best Scandal - Lançamento: 21 de outubro de 2009 - Gravadora: Epic (ESCL-3318)                          | 5                             | 5                             | 52 956         |
| 2010                                                              | Temptation Box - Lançamento: 11 de agosto de 2010 - Gravadora: Epic (ESCL-3494)                         | 3                             | 4                             | 60 301         |
| 2011                                                              | Baby Action - Lançamento: 10 de agosto de 2011 - Gravadora: Epic (ESCL-3746)                            | 4                             | 4                             | 55 664         |
| 2012                                                              | Queens Are Trumps: Kirifuda wa Queen - Lançamento: 26 de setembro de 2012 - Gravadora: Epic (ESCL-3975) | 4                             | 3                             | 50 476         |
| 2013                                                              | Standard - Lançamento: 2 de outubro de 2013 - Gravadora: Epic (ESCL-4109)                               | 3                             | 3                             | 58 092         |
| 2014                                                              | Hello World - Lançamento: 3 de dezembro de 2014 - Gravadora: Epic (ESCL-4326)                           | 3                             | 4                             | 47 542         |
| 2016                                                              | Yellow - Lançamento: 2 de março de 2016 - Gravadora: Epic (ESCL-4594)                                   | 2                             | 2                             | 36 722         |
| "—" denota álbuns lançados que não entraram nas paradas musicais. | |                               |                               |                |

### Compilações
| Ano                                                               | Título                                                                                                | Posições nas paradas musicais | Posições nas paradas musicais | Vendas físicas |
| Ano                                                               | Título                                                                                                | Japão                         | Japão                         | Vendas físicas |
| Ano                                                               | Título                                                                                                | Oricon                        | Billboard                     | Vendas físicas |
| ----------------------------------------------------------------- | --- | ----------------------------- | ----------------------------- | -------------- |
| 2012                                                              | Scandal Show - Lançamento: 7 de março de 2012 - Gravadora: Epic (ESCL-3562)                           | 3                             | 3                             | 64 140         |
| 2013                                                              | Encore Show - Lançamento: 6 de fevereiro de 2013 - Gravadora: Epic (ESCL-3996)                        | 3                             | 3                             | 33 033         |
| 2015                                                              | Greatest Hits - European Selection - Lançamento: 4 de maio de 2015 - Gravadora: JPU Records (JPU 009) | —                             | —                             | —              |
| "—" denota álbuns lançados que não entraram nas paradas musicais. | |                               |                               |                |

## Extended plays
| Ano                                                               | Título | Posições nas paradas musicais | Posições nas paradas musicais | Vendas físicas |
| Ano                                                               | Título | Japão                         | Japão                         | Vendas físicas |
| Ano                                                               | Título | Oricon                        | Billboard                     | Vendas físicas |
| ----------------------------------------------------------------- | --- | ----------------------------- | ----------------------------- | -------------- |
| 2008                                                              | Yah! Yah! Yah! Hello Scandal: Maido! Scandal Desu! Yah Yah Yah! - Lançamento: 8 de agosto de 2008 - Gravadora: Kitty (XQFS-1001) | 217                           | —                             | 1 736          |
| 2010                                                              | R-Girl's Rock! - Lançamento: 17 de novembro de 2010 - Gravadora: Epic (ESCL-3562)                                                | 9                             | 8                             | 19 908         |
| "—" denota álbuns lançados que não entraram nas paradas musicais. | |                               |                               |                |

## Participação em outros álbuns
| Ano                                                               | Canção                  | Posições nas paradas musicais | Álbum                                           |
| Ano                                                               | Canção                  | Oricon                        | Álbum                                           |
| ----------------------------------------------------------------- | ----------------------- | ----------------------------- | ----------------------------------------------- |
| 2008                                                              | "Start / Scandal"       | 234                           | Star Ocean Second Evolution Original Soundtrack |
| 2011                                                              | "Haruka" (Special Ver.) | —                             | Tofu Kozō Original Soundtrack                   |
| 2012                                                              | "How Crazy" (Yui cover) | 7                             | She Loves You                                   |
| "—" denota álbuns lançados que não entraram nas paradas musicais. |                         |                               |                                                 |

## Singles
| Ano                                                               | Título | Posições nas paradas musicais | Posições nas paradas musicais | Posições nas paradas musicais | Posições nas paradas musicais | Oricon Weekly Singles Chart | Oricon Weekly Singles Chart | Álbum                                |
| Ano                                                               | Título | Oricon Singles Chart          | Billboard Japan Hot 100       | Billboard Japan Hot Animation | RIAJ Track Chart              | Primeira semana             | Vendas totais               | Álbum                                |
| ----------------------------------------------------------------- | --- | ----------------------------- | ----------------------------- | ----------------------------- | ----------------------------- | --------------------------- | --------------------------- | ------------------------------------ |
| 2008                                                              | "Space Ranger" (スペースレンジャー)                                                                          | 186                           | —                             | —                             | —                             | 401                         | 401                         | Hello Scandal                        |
| 2008                                                              | "Koi Moyō" (恋模様, "Love Pattern")                                                                          | 150                           | —                             | —                             | —                             | 415                         | 686                         | Hello Scandal                        |
| 2008                                                              | "Kagerō" (カゲロウ, "Mayfly")                                                                                | 122                           | —                             | —                             | —                             | 586                         | 586                         | Hello Scandal                        |
| 2008                                                              | "Doll" | 26                            | 5                             | —                             | —                             | 5 115                       | 12 572                      | Best Scandal                         |
| 2009                                                              | "Sakura Goodbye" (SAKURAグッバイ)                                                                            | 30                            | 22                            | —                             | —                             | 3 698                       | 6 995                       | Best Scandal                         |
| 2009                                                              | "Shōjo S" (少女S, "Girls")[A]                                                                                | 6                             | 7                             | —                             | 5                             | 17 684                      | 33 881                      | Best Scandal                         |
| 2009                                                              | "Yumemiru Tsubasa" (夢見るつばさ, "Dreaming of Wings")                                                       | 12                            | 14                            | —                             | —                             | style="text-align:center;"  | 7 450                       | Best Scandal                         |
| 2010                                                              | "Shunkan Sentimental" (瞬間センチメンタル, "Sentimental Moment")[A]                                          | 7                             | 17                            | —                             | 3                             | 16 672                      | 32 624                      | Temptation Box                       |
| 2010                                                              | "Taiyō to Kimi ga Egaku Story" (太陽と君が描くSTORY, "The Story Drawn by You and the Sun")                   | 10                            | 22                            | —                             | 42                            | 12 359                      | 16 027                      | Temptation Box                       |
| 2010                                                              | "Namida no Regret" (涙のリグレット, "Tears of Regret")                                                       | 14                            | 27                            | —                             | 27                            | 9 304                       | 12 176                      | Temptation Box                       |
| 2010                                                              | "Scandal Nanka Buttobase" (スキャンダルなんかブッ飛ばせ, "Send Scandals Flying")                             | 3                             | 7                             | —                             | —                             | 27 533                      | 35 772                      | Baby Action                          |
| 2011                                                              | "Pride" | 7                             | 16                            | 1                             | 6                             | 16 579                      | 25 531                      | Baby Action                          |
| 2011                                                              | "Haruka" (ハルカ, "Distant")                                                                                 | 3                             | 14                            | 3                             | 14                            | 21 974                      | 32 238                      | Baby Action                          |
| 2011                                                              | "Love Survive"                                                                                               | 11                            | 21                            | —                             | 22                            | 13 507                      | 17 250                      | Baby Action                          |
| 2012                                                              | "Harukaze"                                                                                                   | 6                             | 10                            | 2                             | 6                             | 25 921                      | 33 095                      | Queens Are Trumps: Kirifuda wa Queen |
| 2012                                                              | "Taiyō Scandalous" (太陽スキャンダラス, "Scandalous Sun")                                                    | 2                             | 7                             | —                             | 8                             | 31 583                      | 39 033                      | Queens Are Trumps: Kirifuda wa Queen |
| 2012                                                              | "Pin Heel Surfer" (ピンヒールサーファー)                                                                     | 9                             | 15                            | —                             | —                             | 11 300                      | 13 585                      | Queens Are Trumps: Kirifuda wa Queen |
| 2013                                                              | "Awanai Tsumori no, Genki de ne" (会わないつもりの、元気でね, "I Don't Plan on Seeing You Again, Take Care") | 4                             | 10                            | —                             | —                             | 32 533                      | 40 639                      | Standard                             |
| 2013                                                              | "Kagen no Tsuki" (下弦の月, "Waning Moon")                                                                   | 5                             | 6                             | —                             | —                             | 28 344                      | 34 712                      | Standard                             |
| 2013                                                              | "Over Drive"                                                                                                 | 7                             | 6                             | —                             | —                             | 15 957                      | 19 208                      | Standard                             |
| 2014                                                              | "Departure"                                                                                                  | 5                             | 3                             | —                             | —                             | 30 953                      | 39 861                      | Hello World                          |
| 2014                                                              | "Yoake no Ryuuseigun" (夜明けの流星群, "A Meteor Shower at Dawn")                                            | 5                             | 3                             | 1                             | —                             | 32 013                      | 42 967                      | Hello World                          |
| 2014                                                              | "Image" | 14                            | 14                            | —                             | —                             | 12 245                      | 14 519                      | Hello World                          |
| 2015                                                              | "Stamp!" | 5                             | 7                             | —                             | —                             | 20 752                      | 25 556                      | Yellow                               |
| 2015                                                              | "Sisters" | 9                             | 7                             | —                             | —                             | 14 594                      | 18 058                      | Yellow                               |
| 2016                                                              | "Take Me Out" (テイクミーアウト)                                                                             | 11                            | 7                             | —                             | —                             | 17 942                      | 17 942                      |                                      |
| "—" denota álbuns lançados que não entraram nas paradas musicais. | |                               |                               |                               |                               |                             |                             |                                      |

Singles notes
- A ↑ ↑ Both certified gold for selling over 100,000 digital copies.[7][8]

### Split singles
| Ano                                                               | Título | Posições nas paradas musicais | Posições nas paradas musicais | Posições nas paradas musicais | Posições nas paradas musicais | Oricon Weekly Singles Chart | Oricon Weekly Singles Chart | Álbum           |
| Ano                                                               | Título | Oricon Singles Chart          | Billboard Japan Hot 100       | Billboard Japan Hot Animation | RIAJ Track Chart              | Primeira semana             | Vendas totais               | Álbum           |
| ----------------------------------------------------------------- | --- | ----------------------------- | ----------------------------- | ----------------------------- | ----------------------------- | --------------------------- | --------------------------- | --------------- |
| 2014                                                              | "Count Zero/Runners High (Sengoku Basara 4 EP)" (Count ZERO, [Runners high ～戦国BASARA4 EP～] Erro: {{japonês}}: texto da transliteração contém caractere não latino (pos 15) (ajuda) (com T.M.Revolution) | 5                             | 7/76                          | —                             | —                             | 30 178                      | 39 563                      | Ten/Hello World |
| "—" denota álbuns lançados que não entraram nas paradas musicais. | |                               |                               |                               |                               |                             |                             |                 |

### Digital singles
| 2010                                                              | "Secret Base (Kimi ga Kureta Mono)" (君がくれたもの, "Things You Gave Me") (Zone cover) | — | 18 | R-Girl's Rock! |
| 2013                                                              | Everybody Say Yeah! (Takkyu Ishino Remix)                                               | — | —  | —              |
| "—" denota álbuns lançados que não entraram nas paradas musicais. |                                                                                         |   |    |                |

### Outras canções
| 2008                                                              | "S.L. Magic"                          | —  | 84 | "Doll" single   |
| 2011                                                              | "Satisfaction" (サティスファクション) | 61 | 76 | "Haruka" single |
| 2013                                                              | "Brand New Wave"                      | 48 | —  | Standard        |
| "—" denota álbuns lançados que não entraram nas paradas musicais. |                                       |    |    |                 |

## Videografia

### DVDs
| 2010                                                              | Scandal First Live: Best Scandal 2009                     | 5 | 5  | 11 107 |
| 2010                                                              | Scandal Anime                                             | — | —  | —      |
| 2011                                                              | Everybody Say Yeah!: Temptation Box Tour 2010: Zepp Tokyo | 5 | 8  | 10 457 |
| 2011                                                              | Video Action                                              | 2 | 5  | 14 067 |
| 2012                                                              | Japan Title Match Live 2012: Scandal vs Budokan           | 2 | 8  | 15 710 |
| 2013                                                              | Scandal Osaka-Jo Hall 2013: Wonderful Tonight             | 4 | 10 | 14 786 |
| 2015                                                              | Scandal Arena Live 2014: Festival                         | 2 | 3  | 9 723  |
| "—" denota álbuns lançados que não entraram nas paradas musicais. |                                                           |   |    |        |

### Music videos
| Ano  | Título                                     | Diretor          |
| ---- | ------------------------------------------ | ---------------- |
| 2008 | "Space Ranger"                             | Ugichin          |
| 2008 | "Koi Moyō" (anime)                         | Ugichin          |
| 2008 | "Space Ranger" (studio)                    | ?                |
| 2008 | "Doll"                                     | Ugichin          |
| 2009 | Sakura Goodbye                             | Ugichin          |
| 2009 | "Shōjo S"                                  | Yuu Shinagawa    |
| 2009 | "Yumemiru Tsubasa"                         | Yuu Shinagawa    |
| 2009 | "BEAUTeen!!"                               | Kyōtarō Toyota   |
| 2009 | "Koi Moyō"                                 | ?                |
| 2010 | "Shunkan Sentimental"                      | A.T.             |
| 2010 | "Taiyō to Kimi ga Egaku Story"             | Masaaki Uchino   |
| 2010 | "Secret Base (Kimi ga Kureta Mono)"        | Atsushi Nakai    |
| 2010 | "Namida no Regret"                         | A.T.             |
| 2010 | "Scandal Nanka Buttobase"                  | Yuuya Hara       |
| 2010 | "Koshi-Tantan" (Loups=Garous ver.)         | ?                |
| 2010 | "Koshi-Tantan" (motion capture anime ver.) | ?                |
| 2011 | "Pride"                                    | Yasuhiko Shimizu |
| 2011 | "Cute!" (Scandal meets Cinnamoroll ver.)   | Gen Hosoya       |
| 2011 | "Haruka"                                   | Kensuke Kawamura |
| 2011 | "Haruka" (Tofu Kozō Special Music Video)   | ?                |
| 2011 | "Love Survive"                             | Smith            |
| 2011 | "Scandal no Theme"                         | ?                |
| 2012 | "Harukaze"                                 | A.T.             |
| 2012 | "Taiyō Scandalous"                         | Yuuya Hara       |
| 2012 | "Pin Heel Surfer"                          | Smith            |
| 2013 | "Playboy"                                  | Wataru Saitō     |
| 2013 | "Satisfaction"                             | ?                |
| 2013 | "Awanai Tsumori no, Genki de ne"           | Daishin Suzuki   |
| 2013 | "Kagen no Tsuki"                           | Toshihiko Imai   |
| 2013 | "Kimi to Mirai to Kanzen Dōki"             | ?                |
| 2013 | "Over Drive"                               | Wataru Saitō     |
| 2013 | "Scandal in the House"                     | ?                |
| 2014 | "Runners High"                             | Chie Okazawa     |
| 2014 | "Departure"                                | Toshihiko Imai   |
| 2014 | "Your Song"                                | ?                |
| 2014 | "Yoake no Ryuuseigun"                      | Kanji Sutō       |
| 2014 | "Image"                                    | Masakazu Fukatsu |
| 2015 | "Stamp!"                                   | Hidenobu Tanabe  |
| 2015 | "Sisters"                                  | Hidenobu Tanabe  |